# Protopodite
Cet article court présente un sujet plus développé dans : Crustacés#Morphologie.

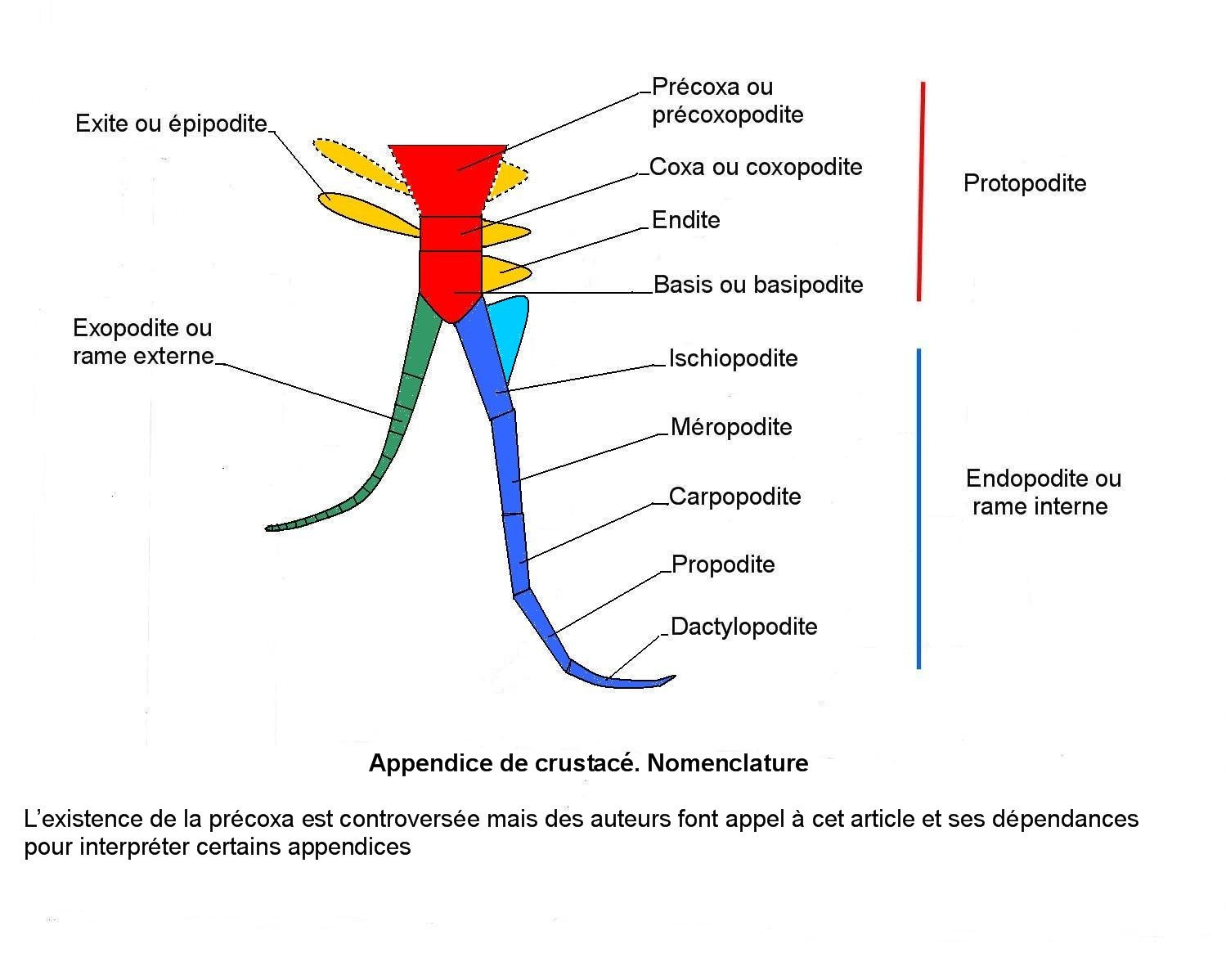
Appendice de crustacé. Nomenclature.

Le protopodite est la partie basilaire de l'appendice de certains crustacés.
Il comprend les deux premiers segments des appendices, le premier étant le coxa, et le deuxième le basis.
Le basis porte la ramification de l'appendice, les appendices des crustacés étant biramés.